# Greedy
"Greedy"는 테이트 맥레이의 노래이다. 이 곡은 그녀의 두 번째 스튜디오 앨범 《Think Later》의 첫 싱글이다.